# 11161 Дайбосатсу
11161 Дайбосатсу (11161 Daibosatsu) — астероїд головного поясу, відкритий 25 січня 1998 року.
Тіссеранів параметр щодо Юпітера — 3,562.